# Gustavo Cisneros
Gustavo Cisneros (Caracas, 1º giugno 1945 – New York, 29 dicembre 2023) è stato un imprenditore venezuelano ed uno degli uomini più ricchi del mondo, con una fortuna stimata in cinque miliardi di dollari secondo la rivista Forbes.
Il New York Times considerò Cisneros "una delle figure latinoamericane più potenti" e dichiarò che sia lui che sua moglie, Patricia Phelps de Cisneros, avevano la reputazione di essere "una coppia latinoamericana di potere nell'ambito imprenditoriale e nello scenario sociale globale".

## Biografia
La fortuna di Cisneros derivava dalle aziende massmediali, dell'intrattenimento, di sport, di telecomunicazioni e di prodotti di consumo che possiede. Il Cisneros Group of Companies è stata una delle più grandi aziende massmediali e dell'intrattenimento del mondo posseduta da un privato. Inoltre, Cisneros fu il principale azionista di Univisión, la rete televisiva in spagnolo più importante degli Stati Uniti, e fu proprietario di Venevision International, che produce e distribuisce a livello mondiale prodotti massmediali e d'intrattenimento. Fu  proprietario anche di Venevisión, la rete televisiva più importante del Venezuela.
Cisneros dedicò diversi anni all'ampliamento delle sue operazioni fuori dal Venezuela e nel mercato oltremare, includendo gli Stati Uniti, la Spagna e da ultimo la Cina.
Uno dei suoi traguardi più importanti fu  il notevole contributo dato allo sviluppo internazionale delle telenovela, serial televisivi basati sulle dure realtà della vita latinoamericana, esportati in tutto il mondo.
In omaggio al suo successo internazionale, Cisneros ricevette un prestigioso riconoscimento dell'industria massmediale: venne nominato MIPCOM "Personality of the Year" nel 2005.
La Fundación Cisneros (Fondazione Cisneros) svolge un'ampia gamma di programmi educativi e culturali che puntano a migliorare la vita dei latinoamericani.
Dopo il consolidamento del potere in Venezuela durante il governo del presidente Hugo Chávez, Cisneros si concentrò nelle attività imprenditoriali del suo gruppo all'estero.
Cisneros è morto sul finire del 2023 per una polmoninte.

## Vita privata
Dal suo matrimonio nacquero tre figli.